# درخت جستجوی تعمیم‌یافته
درخت جستجوی تعمیم‌یافته (به انگلیسی: Generalized Search Tree یا GiST) شیوه دسترسی با ساختار درختی است، که به عنوان قالبی پایه برای پیاده‌سازی طرح‌های فهرست دلخواه به کار می‌رود. درخت‌های بی، درخت‌های آر، و بسیاری از طرح‌های فهرست‌گذاری دیگر را می‌توان با GiST پیاده‌سازی کرد.